# Čadraže
Čadraže je naselje u slovenskoj Općini Šentjerneju. Čadraže se nalazi u pokrajini Dolenjskoj i statističkoj regiji Donjoposavskoj regiji. 

## Stanovništvo
Prema popisu stanovništva iz 2002. godine naselje je imalo 76 stanovnika.